# Ali Nozar Karimi
Ali Nozar Karimi (em persa: علی کریمی; Isfahan, 11 de fevereiro de 1994) é um futebolista iraniano que atua como meio-campo. Atualmente joga no Kayserispor.

## Carreira no clube

### Sepahan
Iniciou no Sepahan de 2010 a 2012, no time sub-19 fez sua primeira aparição na liga na temporada 2013-14. Ele venceu a Liga Profissional do Golfo Pérsico com o Sepahan na temporada 2014-15.

### Dinamo Zagreb
Em 1º de julho de 2016, foi comprado pelo campeão croata Dinamo Zagreb em um contrato de cinco anos por uma taxa de transferência de US $ 400.000. Ele é o primeiro iraniano a jogar na Prva HNL. Karimi fez sua estreia na pré-temporada em 2 de julho de 2016, entrando como reserva no segundo tempo contra o clube romeno CS Pandurii Târgu Jiu.
Depois de fazer apenas uma partida no campeonato pelo Dínamo, em janeiro de 2017, Karimi ingressou no Lokomotiva por empréstimo de seis meses.

### Qatar SC
Em 1º de novembro de 2020, Karimi ingressou no Qatar SC assinando um contrato de um ano com o clube.

### Kayserispor
Em julho de 2020, Karimi ingressou no Kayseispor.

### Seleção Iraniana
Foi convocado para a Seleção Iraniana de Futebol em março de 2014, mas não disputou nenhuma partida. Ele foi convocado novamente para a seleção principal do Irã para as eliminatórias da Copa do Mundo da FIFA 2018 contra a Índia em setembro de 2015. Ele fez sua estreia contra Papua Nova Guiné em 10 de novembro de 2016 em um amistoso. 
Em maio de 2018, ele foi nomeado para a seleção preliminar do Irã para a Copa do Mundo de 2018 na Rússia. mas não chegou aos 23 finalistas devido lesão.

## Títulos
Sepahan
- Hazfi Cup: 2012–13
- Iran Pro League: 2014–15

Irã sub-23
- Campeonato da Ásia Ocidental sub-23: 2015